# ラースロー4世 (ハンガリー王)
ラースロー4世（(ハンガリー語: IV. (Kun) László、クロアチア語: Ladislav IV. Kumanac、スロバキア語: Ladislav IV. Kumánsky、1262年8月 - 1290年7月10日）は、アールパード朝ハンガリー王国、およびクロアチアの国王（在位：1272年 - 1290年）。

## 概要
母のエルジェーベトはハンガリーに移住した異教徒のクマン人（キプチャク人）の族長の娘である。ラースローが7歳に達したとき、彼とシチリア王カルロ1世の三女エリザベッタ（イザベッラ、結婚後はエルジェーベト）の結婚が取り決められた。1272年にラースローは反乱を起こした領主グトケレド・ヨアキムに捕らえられ、1272年8月6日に父のイシュトヴァーン5世が没した時にも未だにラースローはグトケレド家によって監禁されていた。
成人前にハンガリー王位を継承したラースローの下ではアバス家、ケーセギ家、グトケレド家などの多くの貴族集団がハンガリーの最高権力を巡って争っていた。1277年にラースローは高位聖職者、大貴族、中小貴族、クマン人が出席する集会で成年に達したことを宣言した。また、ローマ王ルドルフ1世と同盟を結び、ボヘミア王オタカル2世に挑戦する。1278年8月26日に起きたマルヒフェルトの戦いでは、ラースローの軍はルドルフの勝利に大きな役割を果たした。しかし、ラースロー4世は王権を回復することはできなかった。
教皇特使であるフェルモ司教フィリッポはラースローの王権の強化を支援するためにハンガリーを訪れたが、ハンガリーに居住する数千人の異教徒のクマン人に衝撃を受ける。ラースローはクマン人にキリスト教徒の生活習慣を強制的に受容させることを誓約するが、クマン人は使節の要求に従うことを拒否した。クマン人の側に立ったラースロー4世は司教フィリッポによって破門された。クマン人がフィリッポを投獄すると、フィリッポの従者はラースローを逮捕した。1280年初頭にラースローはクマン人を説得する提案を受け入れたが、多くのクマン人はハンガリーからの脱出を選んだ。
1282年にラースローはハンガリーに侵入したクマン人を撃退するが、1285年にはジョチ・ウルスの攻撃を受ける。ラースローは多くの貴族からモンゴルのハンガリー侵入を扇動したと非難され、人心が離れていった。1286年にラースローは妃エルジェーベトを投獄し、クマン人の愛妾と暮らすようになる。晩年のラースローはクマン人の同盟者とともに王国の全土を巡回していたが、力のある大貴族と司教の権力により強い制約を加えることはできなかった。教皇ニコラウス4世はラースローに対する十字軍の宣言を計画するが、ラースローは3人のクマン人の刺客によって暗殺された。

## 生涯

### 幼少期
ラースローはハンガリー王イシュトヴァーン5世とイシュトヴァーンの妻であるクン・エルジェーベトの長男として生まれた。エルジェーベトはハンガリーに移住したクマン人の族長の娘であり、イシュトヴァーンとの結婚に際してキリスト教に改宗した。
1264年にイシュトヴァーン5世とその父ベーラ4世の間に武力衝突が起きる。ベーラ4世の側についたラースローの叔母アンナは軍隊を率いて、ラースローとエルジェーベトが滞在していたシャーロシュパタクを占領し、二人を投獄した。ラースローは当初トゥローツ城に監禁されていたが、2か月後にベーラ4世の義理の息子であるクラクフ公ボレスワフ5世の宮廷に送られる。1265年3月に祖父と父が和睦を結んだ後、ラースローは釈放されて父の元に戻った。
1269年9月、イシュトヴァーン5世はシチリア王カルロ1世と同盟を結ぶ。7歳になったラースローは条約に従って4歳のシチリア王女エリザベッタと結婚し、翌1270年に結婚式が開かれた。
1270年5月3日にベーラ4世が没し、2週間後にイシュトヴァーン5世が戴冠するが、安定した支配を構築することはできなかった。アンナやベーラ4世時代の有力者であるケーセギ・ヘンリクらベーラ4世と近い立場にある要人たちはハンガリーを出て、ボヘミア王オタカル2世に援助を求めた。1272年の夏にラースローを誘拐した、新たなスラヴォニアのバン（総督）であるグトケレド・ヨアキムも反逆者の一人であり、捕らえられたラースローはスラヴォニアのコプリヴニツァの城砦に監禁される。歴史家のエンゲル・パルは、グトケレドがイシュトヴァーン5世に対してラースローとハンガリーを二分することを要求する計画を立てていたと考察している。イシュトヴァーン5世はコプリヴニツァを包囲するが城を陥落させられず、8月6日に病没した。

### 成人前
イシュトヴァーン5世の死を知らされたグトケレドはラースローの戴冠式を開催するため、すぐにセーケシュフェヘールヴァールに出発した。

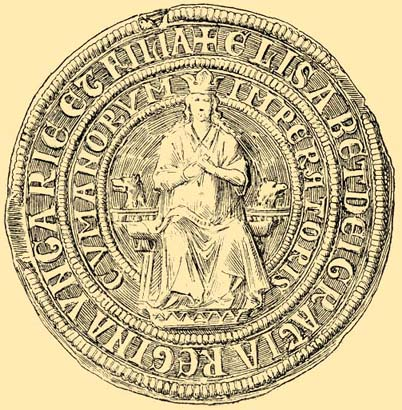
母クン・エルジェーベトの判

9月3日頃、エステルゴム大司教セントグローティ・フュレプはセーケシュフェヘールヴァールでラースローにハンガリー王冠を戴冠する。10歳のラースローは名目上は母エルジェーベトの摂政団の後見を受けて統治していたが、現実にはハンガリー王国は貴族の党派によって支配されていた。同年11月にケーセギ・ヘンリクはボヘミアから帰国し、ラースローの従兄であるマチョーのベーラを暗殺する。南の国境に沿って形成されているベーラの広大な所領は、ケーセギ・ヘンリクと彼の支持者によって分割された。また、1273年4月にはオーストリア・モラヴィア軍がハンガリーのオーストリア・モラヴィア侵入への報復として、国境地帯に侵入する。オーストリア・モラヴィア軍はハンガリー西部を略奪し、ジェールとソンバトヘイを占領した。2か月後にグトケレドは2つの城砦を奪還したが、同年秋にオタカル2世がハンガリーに侵入し、ジェールとショプロンなどの多くの城砦を占領する。
チャーク・ペーテルとその一派はグトケレドとケーセギを権力の中枢から排除するが、1274年6月にグトケレドとケーセギはラースローとエルジェーベトを誘拐した。チャークはエルジェーベト母子を解放するが、グトケレドとケーセギはラースローの弟のアンドラーシュを捕らえ、彼をスラヴォニアに連れ去った。グトケレドとケーセギはアンドラーシュの名においてスラヴォニアを要求したが、9月末にチャークはポルガルディ近郊でグトケレド・ケーセギの連合軍を撃破し、戦闘中にケーセギ・ヘンリクが殺害される。チャークはケーセギ・ヘンリクの息子に対する軍事行動を開始すると、ラースローはチャーク・ペーテルに従軍する。1274年末、ラースローは新たにローマ王となったルドルフ1世とオタカル2世に対する同盟を結んだ。
ラースローは原因不明の重病に罹るが、病から回復した。彼はこの回復を亡くなった叔母のマルギトの奇跡に帰し、1275年に彼女の列聖を促すために聖地に向かった。同1275年にグトケレド・ヨアキムとチャーク・ペーテルの間に武力衝突が再発しラースローはグトケレド家の同盟者であるケーセギ家を攻撃するチャークの軍事遠征に参加する。1276年6月2日ごろ、ブダで行われた貴族の集会においてグトケレドとその支持者は政敵から権力を奪取した。
1276年秋にラースローはルドルフ1世とオタカル2世の戦争を利用してオーストリアに侵入する。ショプロンはすぐさまハンガリーの宗主権を認め、オタカル2世は占領下に置いていたハンガリー西部の都市を全て放棄することを約束した。しかし、1277年にハンガリーで新たな武力衝突が発生する。トランシルヴァニア・ザクセン人がジュラフェヘールヴァール（現在のルーマニアのアルバ・ユリア）を占領して破壊し、トランシルヴァニアの司教座とバボニッチ家がスラヴォニアで反乱を起こした。

### 治世の初期

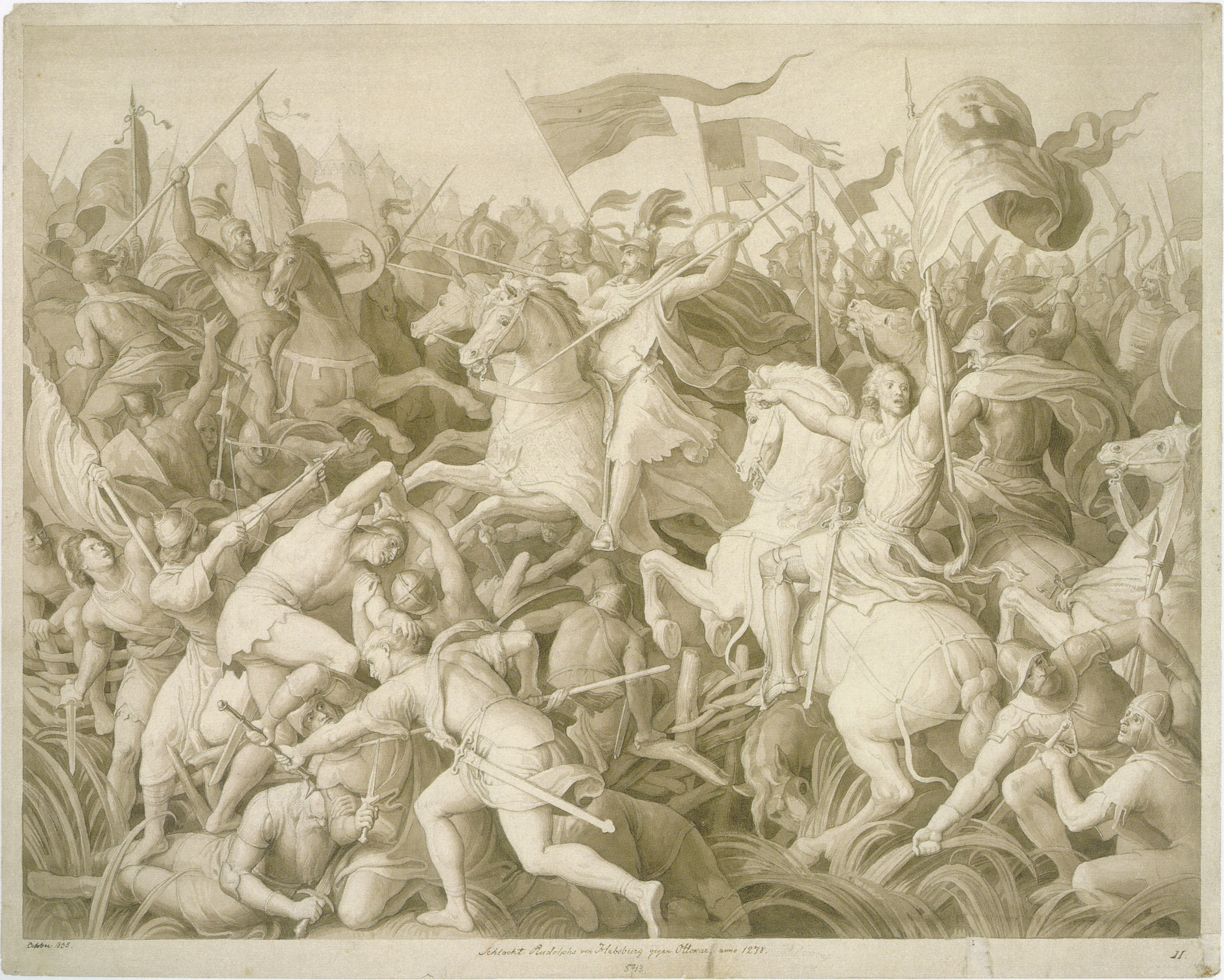
マルヒフェルトの戦い

1277年4月にグトケレド・ヨアキムはバボニッチ家との戦闘で死亡する。5月に高位聖職者、大貴族、中小貴族、クマン人は集会を開き、ラースローの成人を宣言し、集会の参加者は15歳のラースローに可能な範囲で国内の秩序を回復することを承認した。ラースローはケーセギ家の領地に侵入するが、勝利は収められなかった。11月11日にラースローはハインブルク・アン・デア・ドナウでルドルフ1世と面会し、オタカル2世に対抗する同盟を確認する。
ハンガリーの王軍がアドリアン（現在のルーマニアのリヴァダ）のゲレゲ・ミクローシュの要塞を占領した後、
1278年の初夏にラースローはティサ川沿岸の7つの県のため集会を開催し、反乱を起こした2名の土地の貴族が処刑される。一方、トランスダヌビアではケーセギ・イヴァンがラースローとその従弟であるヴェネツィアのアンドラーシュを競わせようと試みていた。アンドラーシュはスラヴォニアを要求したが失敗に終わり、ヴェネツィアに帰還する。1278年にラースローはオタカル2世に対する軍事行動を開始し、ルドルフ1世の軍に合流した。8月26日のマルヒフェルトの戦いでラースローの軍はルドルフの勝利に大きな役割を果たし、
オタカルは戦闘中に殺害される。

### クマン人、教会との関係

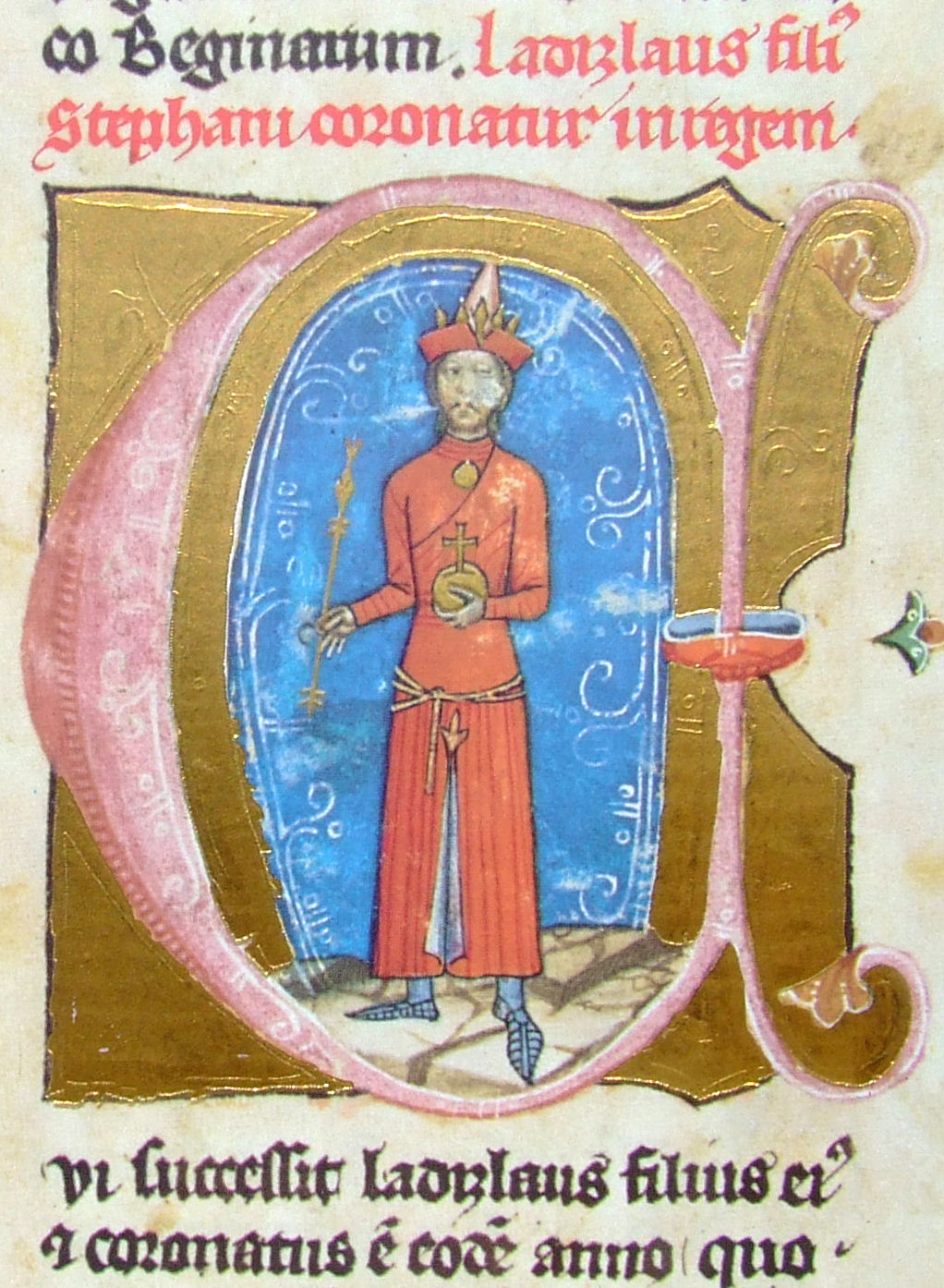
クマン人の装束を着用したラースロー4世（『彩飾年代記』）

1278年9月22日に教皇ニコラウス3世はラースローの王権の回復を支援するためにフェルモ司教フィリッポをハンガリーに派遣し、1279年初頭に教皇特使がハンガリーに到着する。特使の調停によってラースローはケーセギ家と和約を締結するが、フィリッポはハンガリーの大部分のクマン人が異教徒だと感じ取った。彼はクマン人の族長から異教の習慣を放棄する儀礼的な誓約を取り付け、ラースローにクマンの族長たちに誓約を遵守させるよう迫った。フィリッポの要求に応じて、テーテーニーで開催された集会で、クマン人に伝統的なテント型の住居を捨てて「地面に建つ家」に移住することを規定する法律が可決される。しかし、クマン人は法に従わず、クマン人の血を引くラースローも法律を強制しなかった。ラースローへの報復としてフィリッポは彼を破門し、1279年10月にハンガリーに聖務禁止令が発せられた。ラースローはクマン人に加わり、聖座に訴え出たが、教皇は彼への赦免を拒絶した。
1280年1月初頭にラースローの意を受けたクマン人は司教フィリッポを捕らえ、投獄した。だが、ラースローはトランシルヴァニアのヴォイヴォダであるフィンタ・アバによって捕らえられ、ロラーンド・ボルシャに引き渡される。事件から2か月以内にラースローとフィリッポの双方が解放され、ラースローは改めてクマン人を法律に従わせることを約束した。しかし、多くのクマンはフィリッポの要求を受け入れず、代わりにハンガリーから去る道を選んだ。ラースローは移住するクマン人の集団をサランケメン（現在のセルビアのスタリ・スランカメン）まで追ったが、彼らの出国を止められなかった。
ラースローはフィンタ・アバに対する軍事行動を開始し、1281年夏にその城を占領する。1282年にクマン人の一団がハンガリー南部に侵入する事件が起きる。『彩飾年代記』には、ラースローは「人民と王国のために」クマン人と「勇敢なヨシュアのように戦った」と記されており、ホードメゼーヴァーシャールヘイ近辺のホード湖でクマン人を打ち破った。
1282年末にラースローはケーセギ家が領有するBorostyánkő（現在のオーストリアのベルンシュタイン・イム・ブルゲンラント）を包囲するが、ケーセギ家の抵抗にあい、1283年初頭にやむなく包囲を解除する。ラースローはケーセギ・イヴァンと和解し、7月6日までに彼をパラティンに任じた。
ラースローは妃のエルジェーベトと離婚し、1283年末にはクマン人の集団の中で生活するようになっていた。

### 晩年
1285年1月にトゥラ・ブカとノガイ率いるジョチ・ウルスの軍がハンガリーに侵入する。レゲツなどの多くの土地で現地の軍隊はモンゴル軍に抵抗するが、モンゴル軍の略奪は2か月に及んだ。
ラースローのクマン人への肩入れは彼の支持を下げ、貴族の多くはラースローがモンゴル軍のハンガリー侵入を扇動したと訴えた。事実、1285年9月にハンガリー軍がSzepességで起きた反乱を鎮圧した際、モンゴル軍の捕虜がラースローに従軍していた。ラースローは衣装や髪形などクマン人の生活様式を好み、クマン人の少女を愛妾とした。エステルゴム大司教ロドメルはクマン人の愛妾アユダを「毒蛇」と呼び、ラースローと彼女が公の場で性交したことを伝えている。
1286年9月にラースローはエルジェーベトを投獄し、彼女が得た収入の全てをアユダに与えた。同月中に大司教ロドメルはエルジェーベトを解放し、ブダに高位聖職者、大貴族、中小貴族を召集して集会を開き、ラースローを破門した。ロドメルの行為に激怒したラースローは「私はタタール人の剣の助けを借りて、エステルゴム大司教と属司教に始まり、ローマに至る一切のものを駆除する」と言い放ったという。
1288年1月にSzepességでラースローは大貴族に捕らえられ、支持者によってただちに解放された後、大司教ロドメルと合意の締結に同意する。ラースローがキリスト教の倫理に従った生活を送る条件でロドメルは彼を赦免するが、ラースローは誓約を破棄した。
最晩年のラースローは土地から土地への遍歴を送っていた。高位聖職者と大貴族が国王から独立した勢力を形成して以降、ハンガリーの中央政府は力を失っていた。大貴族の一派であるケーセギ・イヴァンとその兄弟はローマ王ルドルフ1世の子であるオーストリア大公アルブレヒト1世と交戦し、オーストリア軍によってハンガリー国境西部の30以上の要塞が占領されたが、ラースローは戦争に介入しなかった。1290年初頭にヴェネツィアのアンドラーシュがハンガリーに到着し、ケーセギ家はアンドラーシュをハンガリー王に擁立した。しかし、ケーセギ家の敵対者の一人であるハホト・アルノルドがアンドラーシュを捕らえてアルブレヒト1世に引き渡した。
ラースローはイスラム教からキリスト教に改宗して間もないミジェをパラティンに任命した。教皇ニコラウス4世はラースローに対する十字軍の宣言を計画していたが、1290年7月10日にラースローはKörösszeg城（現在のルーマニアのケレシグ）で3人のクマン人によって暗殺された。ミジェとアユダの兄弟であるクマンのミクローシュはラースローの死の報復として、暗殺者たちを殺害した。
ラースローの死後、教皇ニコラウス4世の命令により、彼が「カトリックの信徒として死んだかどうか」を判定する調査が行われた。調査の結果は判明していないが、『ブダの年代記』にはラースローはチャナード（現在のルーマニアのチェナド）の大聖堂に埋葬されたと記されている。

### 一次資料
- Simon of Kéza: The Deeds of the Hungarians (Edited and translated by László Veszprémy and Frank Schaer with a study by Jenő Szűcs) (1999). CEU Press. ISBN 963-9116-31-9.
- The Hungarian Illuminated Chronicle: Chronica de Gestis Hungarorum (Edited by Dezső Dercsényi) (1970). Corvina, Taplinger Publishing. ISBN 0-8008-4015-1.

### 二次資料
- Bárány, Attila (2012). “The Expansion of the Kingdom of Hungary in the Middle Ages (1000–1490)”. In Berend, Nóra. The Expansion of Central Europe in the Middle Ages. Ashgate Variorum. pp. 333–380. ISBN 978-1-4094-2245-7
- Bartl, Július; Čičaj, Viliam; Kohútova, Mária; Letz, Róbert; Segeš, Vladimír; Škvarna, Dušan (2002). Slovak History: Chronology & Lexicon. Bolchazy-Carducci Publishers, Slovenské Pedegogické Nakladatel'stvo. ISBN 0-86516-444-4
- Berend, Nora (2001). At the Gate of Christendom: Jews, Muslims and 'Pagans' in Medieval Hungary, c. 1000–c. 1300. Cambridge University Press. ISBN 978-0-521-02720-5
- Engel, Pál (2001). The Realm of St Stephen: A History of Medieval Hungary, 895–1526. I.B. Tauris Publishers. ISBN 1-86064-061-3
- Fine, John V. A (1994). The Late Medieval Balkans: A Critical Survey from the Late Twelfth Century to the Ottoman Conquest. The University of Michigan Press. ISBN 0-472-08260-4
- Érszegi, Géza; Solymosi, László (1981). “Az Árpádok királysága, 1000–1301 [The Monarchy of the Árpáds, 1000–1301]”. In Solymosi, László (ハンガリー語). Magyarország történeti kronológiája, I: a kezdetektől 1526-ig [Historical Chronology of Hungary, Volume I: From the Beginning to 1526]. Akadémiai Kiadó. pp. 79–187. ISBN 963-05-2661-1
- Klaniczay, Gábor (2002). Holy Rulers and Blessed Princes: Dynastic Cults in Medieval Central Europe. Cambridge University Press. ISBN 0-521-42018-0
- Kontler, László (1999). Millennium in Central Europe: A History of Hungary. Atlantisz Publishing House. ISBN 963-9165-37-9
- Kristó, Gyula; Makk, Ferenc (1996) (ハンガリー語). Az Árpád-ház uralkodói [Rulers of the House of Árpád]. I.P.C. Könyvek. ISBN 963-7930-97-3
- Kristó, Gyula (1994). “IV. (Kun) László [Ladislaus IV the Cuman]”. In Kristó, Gyula; Engel, Pál; Makk, Ferenc (ハンガリー語). Korai magyar történeti lexikon (9–14. század) [Encyclopedia of the Early Hungarian History (9th–14th centuries)]. Akadémiai Kiadó. p. 396. ISBN 963-05-6722-9
- Kristó, Gyula (2003) (ハンガリー語). Háborúk és hadviselés az Árpádok korában [Wars and Tactics under the Árpáds]. Szukits Könyvkiadó. ISBN 963-9441-87-2
- Makk, Ferenc (1994). “Mária 2. [Mary, 2nd entry]”. In Kristó, Gyula; Engel, Pál; Makk, Ferenc (ハンガリー語). Korai magyar történeti lexikon (9–14. század) [Encyclopedia of the Early Hungarian History (9th–14th centuries)]. Akadémiai Kiadó. p. 444. ISBN 963-05-6722-9
- Sălăgean, Tudor (2005). “Regnum Transilvanum. The assertion of the Congregational Regime”. In Pop, Ioan-Aurel; Nägler, Thomas. The History of Transylvania, Vol. I. (Until 1541). Romanian Cultural Institute (Center for Transylvanian Studies). pp. 233–246. ISBN 973-7784-00-6
- Treadgold, Warren (1997). A History of the Byzantine State and Society. Stanford University Press. ISBN 0-8047-2630-2
- Žemlička, Josef (2011). “The Realm of Přemysl Ottokar II and Wenceslas II”. In Pánek, Jaroslav; Tůma, Oldřich. A History of the Czech Lands. Charles University in Prague. pp. 106–116. ISBN 978-80-246-1645-2
- Zsoldos, Attila (2007) (ハンガリー語). Családi ügy: IV. Béla és István ifjabb király viszálya az 1260-as években [A family affair: The Conflict between Béla IV and King-junior Stephen in the 1260s]. História, MTA Történettudományi Intézete. ISBN 978-963-9627-15-4